# Рахнівецький ліс (заказник)
Рахніве́цький ліс — лісовий заказник місцевого значення в Україні. Об'єкт природно-заповідного фонду Хмельницької області. 
Розташований у межах Дунаєвецького району Хмельницької області, на південь від села Рахнівка (між селами Блищанівка, Гута-Блищанівська і Кривчик). 
Площа 676 га. Статус присвоєно згідно з рішенням облвиконкому від 26.10.1990 року № 194. Перебуває у віданні ДП «Кам'янець-Подільський лісгосп» (Дунаєвецьке л-во, кв. 26-37). 
Статус присвоєно для збереження частини лісового масиву з високопродуктивними насадженнями дуба, у домішку — береза, граб, ясен, сосна, ялина. На окремих ділянках зростають вільха чорна, тополя, верба, липа серцелиста, акація біла, гледичія та фруктові дерва. Трапляються берека та бук лісовий.
Серед весняних ефемероїдів у трав'яному покриві домінує анемона дібровна, також поширені анемона жовтецева, рівноплідник рутвицелистий, рясти ущільнений і порожнистий, зубниці залозиста і бульбиста, зірочки жовті та малі.